# Kikai Sentai Zenkaiger
Kiramagers Donbrothers
Kikai Sentai Zenkaiger (機界戦隊ゼンカイジャー, Ki-kai Sentai Zenkaijā, littéralement Zenkaiger, l'escadron des Machines) est une série télévisée japonaise du genre sentai diffusée en 2021.
Il s'agit de la 45e série de la franchise et est à ce titre une série anniversaire.
Elle a pour thème « Le Monde des Machines ».
Cette série change la formule. En effet, nous ne suivons pas les aventures d'un groupe, mais d'un seul héros qui pourra former son équipe Sentai grâce à des androïdes basés sur des mechas d'anciennes équipes de Super Sentai.

## Synopsis
L'histoire de Zenkaiger commence avec un groupe de scientifiques qui ont découvert des mondes parallèles et pourraient concentrer les pouvoirs de ces mondes dans de petits appareils appelés Gears. Ils ont également découvert un monde de formes de vie mécaniques connues sous le nom de Kikanoids (machinoïdes) - normalement un peuple pacifique, mais maintenant leur monde a été conquis par la dynastie Tojitendo qui cherche à éliminer tous les autres mondes.
Pour l'arrêter, un être humain forme une équipe avec quatre Kikanoids pour lutter contre la dynastie Tojitendo.

## Personnages

### Zenkaigers
| Acteur/Voix                                      | Personnage                                                                           | Senshi                                          | Motif                                                                   |
| ------------------------------------------------ | ------------------------------------------------------------------------------------ | ----------------------------------------------- | ----------------------------------------------------------------------- |
| Kiita Komagine (根葵汰 駒木, Komagine Kiita)     | Kaito Goshikida (五色田 界人, Goshikida Kaito)                                       | Zenkaizer (ゼンカイザー, Zenkaizā)              | Aka Ranger (アカレンジャー, AkaRenjā) / Big One (ビッグワン, Biggu Wan) |
| Shintarô Asanuma (浅沼 晋太郎, Asanuma Shintarō) | Juran (ジュラン, Juran)                                                              | Zenkai Juran (ゼンカイジュラン, Zenkai Juran)   | Daizyuzin (大獣神, Daijūjin)                                            |
| Yûki Kaji (梶 裕貴, Kaji Yūki)                   | Gaon (ガオーン, Gaōn)                                                                | Zenkai Gaon (ゼンカイガオーン, Zenkai Gaōn)     | Gao King (ガオキング, GaoKingu)                                         |
| Yume Miyamoto (宮本 侑芽, Miyamoto Yume)         | Magine (マジーヌ, Majīnu)                                                            | Zenkai Magine (ゼンカイマジーヌ, Zenkai Majīnu) | Magi King (マジキング, MajiKingu)                                       |
| Takuya Satô (佐藤 拓也, Satō Takuya)             | Vroon (ブルーン, Burūn)                                                              | Zenkai Vroon (ゼンカイブルーン, Zenkai Burūn)   | Dai Boken (ダイボウケン, DaiBōken)                                      |
| Atsuki Mashiko (増子 敦貴, Mashiko Atsuki)       | Zocks Goldtsuiker (ゾックス・ゴールドツイカー, Zokkusu Gōrudotsuikā) (épisodes 8-49) | Twokaizer (ツーカイザー, Tsūkaizā)              | Gokai Red (ゴーカイレッド, GōkaiReddo)                                  |

### Alliés
- Se-chan : Se-chan, un vieux jouet de Kaito qui se réveillera quand Tojitendo attaquera. Il a énormément de connaissances sur les Super Sentai.  Sa comédienne de doublage est Misato Fukuen, connue pour avoir notamment incarnée Miyuki Hoshizora dans Smile Precure, ou Chibiusa dans Sailor Moon Crystal[3].
- Isao Goshikida : Père de Kaito Goshikida. Il est incarné par Daijiro Kawaoka, qui avait joué Soji, le Kamen Rider Kabuto alternatif de Kamen Rider Decade[4].
- Mitsuko Goshikida : Mère de Kaito. Elle est interprétée par Marie Kai, qui avait joué Chiyoko, la patronne du restaurant Cous Coussier dans Kamen Rider OOO[4].
- Flint Goldtsuiker : Flint est la petite sœur de Zox et grande sœur de Ricky et de Cutanner. Comme ses frères, elle vient de Kaizokutopia et est membre des Pirates des Mondes. Elle est interprétée par Hinami Mori[5].
- Ricky et Cutanner Goldtsuiker : Deux frères jumeaux et frères cadets de Zox et de Flint. Comme leurs aînés, ils viennent de Kaizokutopia et sont membres des Pirates des Mondes. Après une dispute dans le monde de SDTopia, ils ont été maudits et transformés en TwokaiRicky et TwokaiCutanner. Leur faire retrouver leur apparence humaine est l'objectif actuel de Zox.

### Ennemis

#### Dynastie Tojitendo
- Boccowaus : Grand Roi de Tojitendo, il règne sur Kikaitopia d’une main de fer. Extrêmement strict, personne n’ose discuter ses ordres. Cependant, il traite Gege, son oiseau, d’une façon plus amicale. Il sera incarné par Jouji Nakata, célèbre comédien de doublage qui a incarné moult personnages dans diverses séries Sentai (Tankjoh dans Ryusoulger, Azald dans Zyuohger, Bias dans Liveman...)[3].
- Barasitara : Barasitara est le capitaine des forces armées de Tojitendo. Il est fort, brutal et adore envahir les mondes.  Kenji Nomura lui prêtera sa voix. Il est connu pour avoir incarné Cobolda dans Gogo-V et Debo Hyogakki dans Kyoryuger[3].
- Izilde : Izilde est un scientifique qui adore la mécanique et voler la technologie des mondes que Tojitendo envahit.  Masanori Takeda double Izilde. Il s’agit du premier rôle de Masanori Takeda dans une série Tokusatsu[3].
- Gege : Gege  (se prononce « Guégué »)  est le fidèle oiseau de Boccowaus. Il a une attitude froide et prend les gens de haut, surtout les Kikainoids.  Tatsuhisa Suzuki (Usada Lettuce dans Go-Busters) lui prêtera sa voix[3].

| Acteur                                   | Personnage                                    | Senshi                                 | Motif                                       |
| ---------------------------------------- | --------------------------------------------- | -------------------------------------- | ------------------------------------------- |
| Ryô Sekoguchi (世古口 凌, Sekoguchi Ryō) | Stacey (ステイシー, Suteishī) (épisodes 6-49) | Stacaesar (ステイシーザー, Suteishīzā) | Battle Japan (バトルジャパン, Batoru Japan) |

## Arsenal

### Équipements
- Sentai Gears :  Ce sont les objets à collectionner des Zenkaigers.  Elle est la source métérielle du pouvoir des Zenkaigers. Quand un Zenkaiger les utilise dans son Geartlinger, il peut invoquer une arme ou une capacité du dit Sentai ; comme les ailes de Zyuoh Eagle, ou les rubans des Goggle V. Chaque Sentai Gear a deux faces: la face Héros, qui active les transformations et les techniques de Zenkaiger, et le côté Kikai, qui sert à rendre les machinoïdes géants et à les combiner[6].

Les Sentai Gears ont été dispersés dans divers mondes parallèles et les Zenkaigers doivent les retrouver.
Les pouvoirs (Borrow Ability) de nouveaux Sentai Gears sont :
- 02 JAKQ : Invocation de Big One
- 06 Goggle-V : Attaque aux rubans.
- 17 Dairanger : Attaque avec les Dairenrods.
- 26 Hurricaneger : Attaque aérienne (Soragake) de HurricaneRed.
- 36 Go-Busters : Rapidité, attaque dash.
- 38 Toqger : Attaque combinée en forme de train.
- 39 Ninninger : Attaque à l’épée (Nin Retsuzan).
- 40 Zyuohger : Voler comme Zyuoh Eagle.
- 41 Kyuranger : Chance de Shishi Red/ Gigantisme de Koguma Sky Blue[8].
- 42 Lupinranger : Agilité et capacité d’ouvrir n’importe quel coffre.
- 43 Ryusoulger : Attaque à l’épée (Ryusoul Ken).
- All Sentai Red : Invoque tous les guerriers rouges[9].
- 19 TwokaiRicky Gear : Fusionne Twokaizer avec Ricky, qui lui octroie les pouvoirs de KingRanger des Ohrangers[10].
- 33 TwokaiCutanner Gear : Fusionne Twokaizer avec Cutanner, qui lui octroie les compétences d'épéiste des Super Shinkengers[10].
- Zenkaizyu Gear : Fais évoluer Zenkaiser et TwoKaizer en Super Zenkaiser et Super TwoKaizer[11]. Il a été inventé par Flint[12].
- Geartlinger : C'est l'appareil de transformation des Zenkaigers. Il a été créé par les parents de Kaito et sert non seulement à se transformer en Zenkaigers amis aussi à faire devenir géants les Kikainoids[7].
- Geardalinger : C'est l'appareil de transformation de Twokaizer. Il a été créé par Flint. Il permet non seulement à Zox de se transformer en Twokaizer mais aussi de passer de modifier son style de combat avec le TwokaiRicky Gear et le TwokaiCutanner Gear[13].

### Mechas
- Juran Tyranno : Forme géante de Zenkai Juran. C'est un mecha tyrannosaure.
- Gaon Lion : Forme géante de Zenkai Gaon. C'est un mecha lion.
- Vroon Dump : Forme géante de Zenkai Vroon. C'est un mecha camion.
- Magine Dragon : Forme géante de Zenkai Magine. C'est un mecha dragon.
- Zenkaioh Juragaon : Combinaison de Juran Tyranno et de Gaon Lion.
- Zenkaioh Vroomagine : Combinaison de Vroon Dump et de Magine Dragon.
- Zenkaioh Juramagine : Combinaison de Juran Tyranno et de Magine Dragon.
- Zenkaioh Vroogaon :  Combinaison de Vroon Dump et de Gaon Lion[7].
- Crocodaioh :  Vaisseau-crocodile et mecha de base de Twokaizer[14],[15].
- Croskyoh : Subdivision de Crocodaioh. Il s'agit d'un vaisseau piloté par Cutanner[15].
- Crawlingoh : Subdivision de Crocodaioh. Il s'agit d'une moto pilotée par Ricky[15].
- Twokaioh Cutanner : Formation de Crocodaioh avec pour tête TwokaiCutanner et pour arme TwokaiRicky. Il est doré et rouge[14]. Il a une épée qu'il charge du pouvoir des Shinkengers[15].
- Twokaioh Ricky : Formation de Crocodaioh avec pour tête TwokaiRicky et pour arme TwokaiCutanner. Il est argenté et bleu[14]. Il a une mitrailleuse gatling qu'il alimente du pouvoir des Ohrangers[15].
- Battle Caesar Robo :  Robot personnel de Stacaesar[10].
- Zenkaizyuoh : Combinaison de Super Twokairobo SD avec Super Zenkaiser[16],[11],[12].
- Battle Caesar Robo 2 : Seconde version du Battle Caesar Robo[17],[18].
- Super Zenkaioh Juran : Combinaison de Super Zenkaiser et de Juran Tyranno[17],[18].
- Super Twokaioh : Combinaison de Super Twokairobo SD, de Crocodaioh, de TwokaiCutaner et de TwokaiRicky. Il utilise la lance de Super Zenkaiser comme arme[18].

## Mondes parallèles
- Kikaitopia (Le monde des machines)[19]
- Kikonotopia (Le monde des champignons)[19]
- Sushitopia (Le monde des sushis)
- Kooritopia (Le monde de glace)
- Boxingtopia (Le monde de la boxe)
- Gomitopia (Le monde des déchets)
- Doortopia (Le monde des portes)
- Kashiwa Mochitopia (Le monde des Kashiwa-mochi)
- Mahirutopia (Le monde du midi)
- Onigokkotopia (Le monde du jeu du loup/ de chat perché)
- Katatsumuritopia (Le monde des escargots)
- Recycletopia (Le monde du recyclage)
- Les mondes des 44 Super Sentai
- Kaizokutopia (Le monde des pirates)
- SDTopia

## Autour de la série
- Kikai Sentai Zenkaiger est une saison unique, l'équipe est composée d'un être humain, qui est le seul à avoir un vrai costume Super Sentai, et de quatre androïdes ayant l'aspect de mecha d'anciens Super Sentai.
- Le costume de Zenkaizer rend hommage aux costumes d'Aka Ranger des Himitsu Sentai Goranger et de Big One des JAKQ Dengekitai.
  - Le casque de Zenkaizer a une visière bleue, comme le costume d'Aka Ranger, mais également comme Spade Ace, ranger rouge des JAKQ.
  - Zenkaizer possède une armure, élément absent des costumes d'Aka Ranger et Big One, mais qui évoque indirectement Dragon Ranger des Kyōryū Sentai Zyuranger pour la position de l'armure et Kiba Ranger des Gosei Sentai Dairanger pour le médaillon au torse.
- La série partage plusieurs similitudes avec plusieurs séries Super sentai :
  - JAKQ :
    - Le costume du Leader est majoritairement blanc.
    - Les autres membres sont robotiques, chez JAKQ, ce sont des cyborgs (des humains qui ont accepté de devenir ainsi), chez Zenkaiger, des androïdes.

  - Battle Fever J :
    - Le casque de Stacaesar est repris de celui de Battle Japan.

  - Kaizoku Sentai Gokaiger :
    - Le gimmick de la série repose sur les anciennes équipes de Super sentai.
    - Stacaesar peut invoquer les anciennes équipes de Super sentai, ainsi que leurs mechas, ce qui n'est pas sans rappeler les capacités de Basco, ennemi des Gokaigers.

  - Dōbutsu Sentai Zyuohger :
    - La configuration de départ est assez similaire : le héros rencontre des êtres non-humains venus d'un autre monde et avec 4 d'entre eux, il créera une équipe de Super Sentai.
- Zenkai Juran est le deuxième Ranger rouge non-humain de la licence après Gokai Red qui est un extraterrestre.